# Kittson County
Das Kittson County ist ein County im US-amerikanischen Bundesstaat Minnesota. Im Jahr 2020 hatte das County 4207 Einwohner und eine Bevölkerungsdichte von 1,5 Einwohnern pro Quadratkilometer. Der Verwaltungssitz (County Seat) ist Hallock, das nach Charles Hallock, einem Journalisten, der hier ein Hotel baute, benannt wurde.

## Geografie
Das County liegt im äußersten Nordwesten von Minnesota. Es wird im Norden vom 49. Breitengrad begrenzt, der die Grenze zu Kanada bildet. Die Westgrenze des Countys wird vom Red River of the North gebildet, der zugleich die Grenze Minnesotas zu North Dakota ist.
Das Kittson County hat eine Fläche von 2858 Quadratkilometern, wovon 17 Quadratkilometer Wasserfläche sind.
An das Kittson County grenzen folgende Nachbarcountys:
|                               | Provinz Manitoba (Kanada) |               |
| Pembina County (North Dakota) |                           | Roseau County |
| Walsh County (North Dakota)   | Marshall County           |               |

## Geschichte

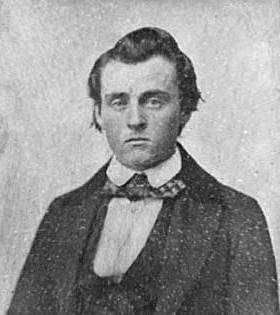
Kittson

Das Kittson County wurde am 27. Oktober 1849 aus als frei bezeichneten – in Wirklichkeit aber von Indianern besiedelten – Territorium gebildet. Benannt wurde es nach Norman Wolfred Kittson, einem Bürgermeister von Saint Paul und Pionier dieser Gegend.

## Demografische Daten

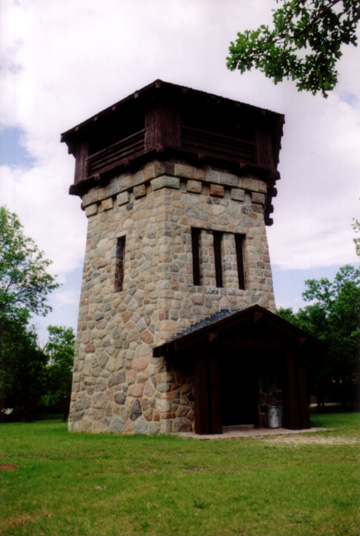
Turm im Lake Bronson State Park

Nach der Volkszählung im Jahr 2010 lebten im Kittson County 4552 Menschen in 1954 Haushalten. Die Bevölkerungsdichte betrug 1,6 Einwohner pro Quadratkilometer. In den 1954 Haushalten lebten statistisch je 2,27 Personen.
Ethnisch betrachtet setzte sich die Bevölkerung zusammen aus 98,6 Prozent Weißen, 0,2 Prozent Afroamerikanern, 0,3 Prozent amerikanischen Ureinwohnern, 0,4 Prozent Asiaten sowie aus anderen ethnischen Gruppen; 0,4 Prozent stammten von zwei oder mehr Ethnien ab. Unabhängig von der ethnischen Zugehörigkeit waren 1,8 Prozent der Bevölkerung spanischer oder lateinamerikanischer Abstammung.
21,6 Prozent der Bevölkerung waren unter 18 Jahre alt, 55,9 Prozent waren zwischen 18 und 64 und 22,5 Prozent waren 65 Jahre oder älter. 49,9 Prozent der Bevölkerung war weiblich.

Das jährliche Durchschnittseinkommen eines Haushalts lag bei 50.049 USD. Das Pro-Kopf-Einkommen betrug 25.973 USD. 8,0 Prozent der Einwohner lebten unterhalb der Armutsgrenze.

## Ortschaften im Kittson County
Citys
| - Donaldson - Hallock - Halma | - Humboldt - Karlstad - Kennedy | - Lake Bronson - Lancaster - St. Vincent |

Unincorporated Communities
- Northcote
- Noyes
- Orleans

## Gliederung
Das Kittson County ist neben den neun Citys in 26 Townships und vier Unorganized Territories (UT) gegliedert:
| Township bzw. UT   | Einw. (2010) | FIPS     |
| ------------------ | ------------ | -------- |
| Arveson Township   | 96           | 27-02386 |
| Cannon Township    | 20           | 27-09676 |
| Caribou Township   | 48           | 27-09874 |
| Clow Township      | 46           | 27-12340 |
| Davis Township     | 30           | 27-14950 |
| Deerwood Township  | 153          | 27-15382 |
| Granville Township | 83           | 27-25370 |
| Hallock Township   | 104          | 27-26594 |
| Hampden Township   | 38           | 27-26846 |
| Hazelton Township  | 104          | 27-28070 |

| Township bzw. UT   | Einw. (2010) | FIPS     |
| ------------------ | ------------ | -------- |
| Hill Township      | 15           | 27-29078 |
| Jupiter Township   | 111          | 27-32228 |
| Klondike UT        | 0            | 27-33495 |
| McKinley UT        | 38           | 27-39112 |
| North Red River UT | 0            | 27-47176 |
| Norway Township    | 91           | 27-47410 |
| Peatland UT        | 9            | 27-50062 |
| Pelan Township     | 45           | 27-50074 |
| Percy Township     | 31           | 27-50452 |
| Poppleton Township | 120          | 27-52072 |

| Township bzw. UT         | Einw. (2010) | FIPS     |
| ------------------------ | ------------ | -------- |
| Richardville Township    | 102          | 27-54196 |
| St. Joseph Township      | 56           | 27-57112 |
| St. Vincent Township     | 58           | 27-58162 |
| Skane Township           | 46           | 27-60646 |
| South Red River Township | 19           | 27-61456 |
| Spring Brook Township    | 52           | 27-61744 |
| Svea Township            | 49           | 27-63652 |
| Tegner Township          | 48           | 27-64336 |
| Teien Township           | 73           | 27-64354 |
| Thompson Township        | 152          | 27-64642 |